# Сатлик
Сатли́к (рос. Сатлык, башк. Сатлыҡ) — присілок у складі Нурімановського району Башкортостану, Росія. Входить до складу Новокулевської сільської ради.
Населення — 80 осіб (2010; 93 у 2002).
Національний склад:
- башкири — 94 %